# Abd Allah bin Sa'ud
Abd Allāh bin Saʿūd Āl Saʿūd (in arabo عبد الله بن سعود‎?; Penisola arabica, ... – Istanbul, 1818), ultimo sovrano del Primo Stato Saudita.

## Caduta del Primo Stato Saudita
Nel 1814 succedette al padre che aveva avviato una guerra contro l'Impero ottomano dopo aver catturato La Mecca e Medina. A causa delle conquiste del predecessore, dovette affrontare un'invasione dei suoi domini da un esercito ottomano-egiziano guidato da Ibrāhīm Pascià, il primo figlio di Mehmet Ali. Le forze ottomane iniziarono la loro campagna per riconquistare rapidamente le città sante. In pesante inferiorità numerica e di equipaggiamento, le forze saudite si ritirarono nelle loro roccaforti del Najd.
Piuttosto che combattere gli invasori in campo aperto, Abd Allah decise di tentare di resistere all'invasione fortificando le sue forze nelle città. Di conseguenza, Ibrāhīm Pascià prese i villaggi del Najd uno per uno, saccheggiando quelli che rifiutavano di arrendersi. Ibrāhīm raggiunse la capitale saudita, Dirʿiyya. Dopo un assedio durato diversi mesi, Abd Allah si arrese all'inizio del 1818, segnando la fine dello Stato saudita. Ibrāhīm rase al suolo la città e imprigionò diversi membri della Dinastia Saudita in Egitto e a Istanbul. Abd Allah stesso fu giustiziato a Istanbul per ordine del sultano ottomano.
Anche se gli ottomani mantennero da allora diversi presidi nel Najd, non furono in grado di impedire l'ascesa del Secondo Stato Saudita da parte di un altro ramo della famiglia guidato da Turki bin Abd Allah bin Muhammad.

## Motivazioni della condanna a morte
Nel 1801 la tomba di al-Husayn ibn Ali, nipote del profeta Maometto a Kerbela venne distrutta dall'esercito di Abd Allah bin Sa'ud, provocando la rabbia dei musulmani sciiti. Inoltre, molti abitanti delle città sante dell'Islam di La Mecca e Medina vennero uccisi quando furono conquistate. I sauditi non risparmiarono neanche la moschea del Profeta di Medina che venne danneggiato dall'esercito nello stesso anno. Di conseguenza, le autorità ottomane si trovarono a dover punire i sauditi per i loro crimini, essendo i sultani ottomani ancora sovrani ufficiali della penisola arabica. Il guardiano dei luoghi religiosi dell'Islam era il califfo turco-ottomano Mahmud II. Abd Allah bin Sa'ud, un wahhabita/salafita seguace della scuola letteralista della teologia islamica, definì il sultano un infedele che basava la sua fede sul maturidismo. Fu per questi motivi che Mahmud II ordinò che alla forza egiziana di sconfiggere Abd Allah bin Sa'ud e i suoi alleati. Nel 1818 un esercito egiziano guidato da Ibrāhīm Pascià distrusse completamente le forze di Abd Allah e prese la sua capitale, Dirʿiyya. Abd Allah venne catturato insieme a due suoi sostenitori wahhabiti e vennero incarcerati a Istanbul. Abd Allah e i suoi compagni furono pubblicamente decapitati per i loro crimini contro le città sante e le moschee. Essendo per i wahhabiti proibito ascoltare musica, prima della loro esecuzione, i tre, furono costretti ad ascoltare il suono di un liuto.